# 黒川鍾信
黒川 鍾信（くろかわ あつのぶ、1938年9月2日 - ）は、英文学者、随筆家、明治大学名誉教授。
東京市生まれ。明治学院大学大学院修士課程修了。カリフォルニア大学ロサンゼルス校（UCLA）へ留学。明治大学短期大学助教授、教授。2004年情報コミュニケーション学部教授、2009年定年退職、名誉教授。
専門分野は英詩だが、ウィスコンシン州における教育や、家業を継いだ自分のこと、近代東京を中心とした著作などがある。2001年『神楽坂ホン書き旅館』で日本エッセイスト・クラブ賞受賞、2006年の『旅に出よう船で』で日本自分史学会優秀賞受賞。
叔母(母の妹)の一人が女優の木暮実千代で、その評伝も出版している。

## 著書
- 『大草原に輝いた101人 ローラの里の日本語教育』近代文芸社 1994
- 『これでいいのか!結婚式 アメリカ・日本のブライダル事情』主婦の友社 1996
- 『親と子の受験マラソン』黒川元信共著 三省堂 1997
- 『東京牛乳物語 和田牧場の明治・大正・昭和』新潮社 1998
- 『犬がいて猫がいて大トロを食う』新潮社 1999
- 『親から子への経営バトンタッチ』同友館 2000
- 『神楽坂ホン書き旅館』日本放送出版協会 2002 のち新潮文庫
- 『高等遊民天明愛吉 藤村を師と仰ぎ御舟を友として』筑摩書房 2004
- 『旅に出よう船で』講談社 2006
- 『木暮実千代 知られざるその素顔』日本放送出版協会 2007
- 『神楽坂の親分(オヤビン)猫』講談社 2009
- 『海辺の家族 魚屋三代記』みやび出版 2012

## 参考
- 英語年鑑